# Бора (співачка)
Кім Бора (кор. 보라; нар. 3 березня 1999) — південнокорейська співачка та акторка. Вона є учасницею південнокорейського жіночого гурту Cherry Bullet. Найбільш відома своєю участю в реаліті-шоу Mnet Girls Planet 999.

## Кар'єра
До свого дебюту вона з'явилася у відеоролику BTS «Love Yourself: Her» як партнерка V. Вона також коротко з'явилася в телесеріалі 2017 року Girls' Generation 1979.

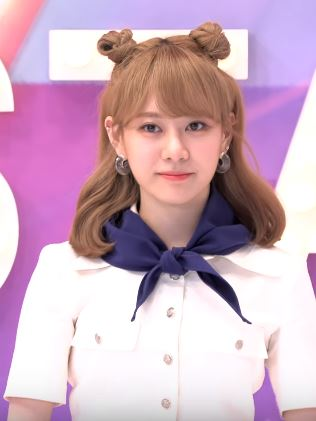
Бора в червні 2019 року

Бора офіційно дебютувала як учасниця нового жіночого гурту FNC Entertainment Cherry Bullet 21 січня 2019 року з їхнім першим сингл-альбомом Let's Play Cherry Bullet. У тому ж році вона брала участь у шоу V-1, але вилетіла в першому раунді.
У липні 2021 року її оголосили учасницею реаліті-шоу Mnet Girls Planet 999. Вона вилетіла в фінальному епізоді, посівши 15 місце. У тому ж році вона з'явилася в веб-серіалі Jinx.
У жовтні 2022 року вона приєдналася до віртуального шоу на виживання Girls Reverse. Однак у фінальному епізоді вибула, посівши 7 місце.
У 2023 році Бора брала участь у реаліті-шоу Mnet Queendom Puzzle, метою якого було створення нового проєктного жіночого гурту.

## Дискографія

### Саундтреки
| Назва                  | Рік  | Альбом                    |
| ---------------------- | ---- | ------------------------- |
| «Want It» (with Kisum) | 2021 | Almost Famous OST Part. 1 |
| «VLV (Viva La Vida)»   | 2022 | Tomorrow OST Part. 6      |

### Авторство у написанні пісень
Усі титри до пісень узяті з бази даних Корейської асоціації авторських прав на музику, якщо не вказано інше.
| Рік  | Назва                     | Виконавець    | Альбом            | Композитор | Автор тексту |
| ---- | ------------------------- | ------------- | ----------------- | ---------- | ------------ |
| 2022 | «Where You At? (4:00 AM)» | Cherry Bullet | Listen-Up Ep. 3   | Ні         | Так          |
| 2023 | «Fly Away»                | Jipsunhui     | Сингл без альбому | Так        | Так          |
| 2023 | «A Winter Star»           | Cherry Bullet | Cherry Dash       | Ні         | Так          |

## Фільмографія

### Вебсеріали
| Рік  | Назва         | Роль   | Прим.  |
| ---- | ------------- | ------ | ------ |
| 2020 | Almost Famous | Инха   | [ 11 ] |
| 2021 | Jinx          | Джейон | [ 12 ] |

### Телесеріали
| Рік  | Назва                  | Роль | Нотатки | Прим.  |
| ---- | ---------------------- | ---- | ------- | ------ |
| 2017 | Girls' Generation 1979 |      | Камео   | [ 13 ] |

### Телешоу
| Рік  | Назва            | Роль     | Нотатки  | Прим.       |
| ---- | ---------------- | -------- | -------- | ----------- |
| 2019 | V-1              | Учасниця |          | [ 4 ] [ 5 ] |
| 2021 | Girls Planet 999 | Учасниця | 15 місце | [ 6 ]       |
| 2023 | Girls Reverse    | Учасниця | 7 місце  | [ 8 ]       |
| 2023 | Queendom Puzzle  | Учасниця | 20 місце | [ 14 ]      |

### Поява у музичних відео
| Рік  | Назва пісні       | Виконавець | Нотатки                        | Прим.  |
| ---- | ----------------- | ---------- | ------------------------------ | ------ |
| 2017 | «Someone to Love» | Honeyst    |                                | [ 15 ] |
| 2017 | «Love Yourself»   | BTS        | Партнерка V у «highlight reel» | [ 1 ]  |